# Akut mezenteriális iszkémia
A zsigeri erek elzáródása vagy csökkent véráramlása akut mezenteriális iszkémiát (AMI) okoz, amely gyakran következményes bélelhaláshoz vezet. Sürgős beavatkozást igénylő betegség, aminek kezelése a kiváltó októl függően lehet gyógyszeres, esetleg műtéti. Az elhalálozási arány adekvát kezelés esetén is igen magas.

## Történelem[1][2]
- Antonio Beniviene a 15. században írja le először az akut mezenteriális iszkémiát (AMI).
- 1895-ben Elliot először végzi el az elhalt bél reszekcióját.
- 1950-ben Klass végzi az első arteria mesenterica superior embolektómiát.
- 1957-ben Rutledge arteria mesenterica superior embolektómiát hajt végre, anélkül, hogy bélreszekcióval kellett volna kiegészíteni.
- 1970-es évek: bevezetik az angiográfiát, amely nemcsak a diagnózist pontosította, hanem az intraarteriális gyógyszer bejuttatását is lehetővé tette.
- 1980-as évek: az ultrahang és a számítógépes röntgentomográfia megkönnyítette a diagnózis felállítását.

## Epidemiológia
Előfordulás: az összes kórházba utalt beteg 0,1%-ában fordul elő AMI. 1000 sürgős sebészeti  műtétből négyet AMI miatt végeznek. Átlagban egy sebész évente 1-2 esettel találkozik.
Nemek: előfordulásában nincs különbség a nemek között.
Kor: az AMI az idősebb kor betegsége, általában 50 éves kor után fordul elő

## Etiológia
I.Okkluzív
- Artériás

1. Embólia (az esetek 50–70%-ban): ritmuszavar, szívbillentyűhiba, iszkémiás szívbetegség, artéria aneurizma
2. Trombózis: arterioszklerózis, thrombangiitis obliterans, periarteriitis nodosa
3. Strangulatio, ligatura
4. Tumor
5. Trauma

- Vénás

1. A vena mesenterica trombózisa: hiperkoagulopátia, trauma, hasüregi tumor, fertőzés vagy mechanikus akadály a vena portae területén, portális hipertenzió, meglassult keringés.

II.Nonokkluzív (az esetek 10–30%-ában): hipovolémias-, kardiogén-, szeptikus sokk, vazokonstriktor (digitálisz, katecholamin) terápia

## Tünetek
Az AMI általában akut hasi katasztrófa képében jelentkezik. Jellemzője, hogy a panaszok erőssége nincs összhangban a szerény fizikai lelettel. A kórkép ½-2 óra alatt alakul ki, majd 12 óra átmeneti enyhülés után a panaszok ismét fokozódnak, ekkor megjelenhet a sokk, és peritoneális irritáció (ilyenkor a bélen már visszafordíthatatlan elváltozások alakulnak ki).
Hasi fájdalom: ez a beteg fő panasza. Jellemző a fájdalomra, hogy erős, diffúz, folyamatos, néha görcsös. A fájdalom néha előfordulhat epigasztriálisan, a jobb oldali hypochondriumban, a köldök körül, esetleg a bal alhasban.
Hányinger, hányás: gyakran előfordul.
Hasmenés: gyakran előfordul, lehet véres (málnazselészerű), de ez csak egy későbbi időszakban.

## Fizikai vizsgálat
Láz előfordulhat. A sokk tünetei: vérnyomáscsökkenés, pulzusszám-emelkedés, a tudat beszűkülése.
A has kezdetben puha, betapintható, később mérsékelt izomvédekezés alakulhat ki.
Meteorizmus: kezdetben mérsékelt, majd fokozódik.
Bélhangok: kezdetben hallhatók, sőt élénkek lehetnek, majd el is tűnhetnek.
Rektális digitális vizsgálat: véres székletnyomok

## Laborvizsgálatok[1][4]
A laborleletek nem jellegzetesek.
- Leukocitózis vagy balra tolt vérkép: az esetek többségében előfordul (>50%).
- Hematokrit: kezdetben igen gyakran emelkedett a hemokoncentráció miatt, később a gasztrointesztinális vérzés miatt csökkenhet.
- Szérum amiláz: mérsékelten emelkedett lehet (~50%).
- LDH (laktát-dehidrogenáz): emelkedett, érrekonstrukció vagy bélreszekció után az újabb bélelhalás jelzője (szenzitivitás: 96%, specificitás: 60%).
- Májenzimek (főleg SGOT): szintje emelkedett lehet.
- CPK (creatine phosphokinase): emelkedett lehet.
- Szérum foszfát: (25-33%).
- Metabolikus acidózis.

## Képalkotó és egyéb vizsgálatok
- Natív hasi röntgen: paralitikus ileus formájában mutatkozik. Gázbuborékok jelenhetnek meg a portális keringésben, ez jellegzetes, de késői jel
- Hasi UH: renyhe vagy eltűnt bélmozgás, szabad hasi folyadék
- Hasi visceralis erek Doppler-vizsgálata: kimutatja a keringés jelenlétét vagy hiányát a visceralis erekben. Sokszor a belek gáztartalma miatt nem kivitelezhető
- Selectiv mesenterialis angiographia: egy specifikus, de rutinszerűen nem végezhető vizsgáló módszer
- CT-vizsgálat: kimutatja az érelzáródást és a bélfal ödémáját
- Colonoscopia: a vastagbelet érintő elhalást kimutathatja, de nagy a perforáció veszélye
- Laparoscopia: nem csak vizsgáló módszer
- EKG: aritmiák kimutatására alkalmas (rizikója az acut mesenterialis ischaemiára)

## Elkülönítő kórisme
El kell különíteni minden akut hasi kórképtől.

## Kezelés
Alapelv: az érelzáródás megszüntetése, szükség esetén az elhalt bél reszekciója és primer bélanasztomózis vagy stoma készítése.

### Gyógyszeres kezelés
- Értágítók:
  - Teofillin
  - Papaverin
- Heparin
- Rheológia javító gyógyszerek: kis molekulatömegű Dextran: 1000 ml intraoperativ, majd 500 ml/nap
- Antibiotikum: Cephalosporin + Gentamicin
- Bikarbonát: 50 mEq metabolikus acidózisban
- Fibrinolízis: csak válogatott esetekben alkalmazható
- Oxigén
- Infusio

- Selectin angiographia során a helyben hagyott katéteren keresztül beadható értágító gyógyszerek: glucagon, papaverin, isoproterenol, PGE2, tolazolin.[5]

### Nem műtétes beavatkozás
- Nasogastricus sonda: mindig ajánlott a levezetése
- Percutan angioplastica: csak bizonyos esetekben alkalmazható

### Műtét
A műtétre kerülő esetek 90%-ában az elzáródás az arteria mesenterica superior szintjén van. A truncus coeliacus teljes elzáródása kb. egy óra alatt halálhoz vezet, az arteria mesenterica inferior a gazdag collateralis keringése miatt inkább krónikus colitist okoz, így ezek az esetek ritkán kerülnek műtétre.
1. Embolektómia ± bélreszekció (kiterjesztett bélreszekció esetén kiegészíthető bélreverzióval)
2. Thrombendarterectomia + foltplasztika
3. Vascularis reinplantatio
4. Bypass
  1. -infrarenalis aortomesenterica retrograd saphena graft
  2. -supracoeliacmesenterica
5. Elhalt bélszakasz reszekciója
6. „Second look” műtét: az előző beavatkozások után 24–48 óra múlva, amennyiben az elhalt és ép bélszakasz határa nem volt biztonságosan megítélhető

Az első két módszernek csak az első 2-3 órában van eredménye.
Bél életképességének megítélése:
1. színe
2. perisztaltika
3. kapillárisvérzés

Műtét alatt végezhető vizsgálat:
1. lézeres Doppler-áramlásmérés
2. digitális szubtrakciós angiográfia (DSA)
3. nátrium-fluoreszcein intravénás bejuttatása

## Prognózis
Igen korai kezelés esetén az elhalálozás 30-40%, ez később 90%-ra növekszik.
A prognózis függ az életkortól, a kísérőbetegségektől, az iszkémiás bélszakasz hosszától, de főleg a panaszok kezdete és a kezelés között eltelt idő hosszától.